# (1342) Brabantia
(1342) Brabantia est un astéroïde de la ceinture principale, découvert le 13 février 1935 par Hendrik van Gent à Johannesbourg. Ses désignations temporaires sont 1935 CV et 1953 QD.